# Saison Dupont
Saison Dupont is een Belgisch bier van hoge gisting.
Het bier wordt gebrouwen in Brouwerij Dupont te Tourpes. Het is een van de oudste saisonbieren in België. De eerste Saison Dupont werd in 1844 in de winter gebrouwen en gerijpt op houten vaten. Oorspronkelijk is de saison een in de winter gebrouwen bier als dorstlesser voor de seizoensarbeiders op de hoeve in de zomer.

Saison Dupont Bio werd gecreëerd in 1990 en was samen met Moinette Biologique een van de twee eerste biologische bieren van de brouwerij. 

Saison Dupont Cuvée Dry Hopping wordt eenmaal per jaar gelimiteerd gebrouwen, enkel 250 kegs (waarvan 30 ongefilterd) en 500 genummerde flessen.

## De bieren
Er bestaan 3 varianten:
- Saison Dupont, goudgeel bier met een alcoholpercentage van 6,5%
- Saison Dupont Bio, goudgeel biologisch bier met een alcoholpercentage van 5,5%
- Saison Dupont Cuvée Dry Hopping, goudgeel bier met een alcoholpercentage van 6,5%

## Prijzen
- In 2011 werd Saison Dupont door Test-Aankoop na een test van 210 speciaalbieren uitgeroepen als behorende tot de 18 beste bieren (bieren waarover de 30 proevers unaniem lovend waren).[1]
- Australian International Beer Awards 2012 - Zilveren medaille voor Saison Dupont in de categorie Belgian & French Style Ale - South Australiaison
- Saison Dupont Biologique werd in 2015 bij de Brussels Beer Challenge gekozen tot Best Belgian Beer[2]